# Omicidio a New Orleans
Omicidio a New Orleans (Heaven's Prisoners) è un film statunitense del 1996 diretto da Phil Joanou e tratto dal romanzo Prigionieri del cielo di James Lee Burke.

## Trama
Dave Robicheaux è un ex ispettore della Omicidi, ritiratosi a vita privata dopo aver perso il figlio in un agguato teso ai suoi danni, che gestisce un noleggio di barche ai margini della palude ad est di New Orleans. Un giorno, mentre è a pesca di gamberi con sua moglie Annie, assiste a un incidente aereo a cui sopravvive solo una bambina salvadoregna. Dave e la moglie decidono di adottare la piccola, chiamandola Alifair. In seguito all'intervento dell'FBI prima e della malavita locale poi Dave scopre, grazie anche alle indicazioni dategli da una prostituta, Robin, che a bordo dell'aereo viaggiava anche un informatore della malavita locale e che l'incidente in realtà era stato orchestrato dal boss mafioso locale, Giancano, proprio per sbarazzarsi dell'informatore. Infastidito dalle interferenze di Dave, Giancano ordina al suo partner Bubba Rocque, vecchio amico ed ex compagno di liceo di Dave, di uccidere l'uomo per fermarne le indagini, ma Bubba esita. 
In un agguato in casa di Dave tre killer mandati dalla mafia uccidono Annie, mentre Alifair si salva a stento. Dave riesce a rintracciare e a inseguire uno dei killer, che muore investito durante la fuga. Robin si trasferisce a casa di Dave mentre la moglie di Bubba, Claudette, incaricata da Giancano di "risolvere la faccenda", cerca invano di sedurre Dave. Dopo aver trovato morto il secondo killer, Dave riesce a trovare anche il terzo che muore durante una sparatoria nella sua casa. Qui Dave trova la prova che la vera mandante dei killer era proprio Claudette, a insaputa di Bubba, e che il bersaglio designato era proprio lui. Bubba quindi, scoperto il doppio gioco della moglie, uccide Claudette mentre Dave, fatta intervenire la polizia, gli consente di discolparsi.

## Distribuzione
Negli Stati Uniti d'America il film, prodotto nel 1995 (con riprese che si sono svolte nel 1994), è uscito il 17 maggio 1996 dalla New Line Cinema mentre in Italia il 31 luglio dello stesso anno, distribuito dalla Life International e poi successivamente in DVD dalla Eagle Pictures. 
È stato trasmesso in prima visione TV il 26 luglio 2022 sul circuito nazionale 7 Gold.